# آلس
شهر آلس (به فرانسوی: Alès) در شهرستان گار در ناحیه لانگدوک روسیون با جمعیت ۳۹٬۹۴۳ نفر در کشور فرانسه واقع شده‌است